# وانا اسپا
وانا اسپا (به لاتین: Vana-Aespa) یک روستا در استونی است که در دهستان کوهیلا واقع شده‌است.